# 艾裂虫属
艾裂虫属（学名：Exogone）是裂虫科下的一个属。

## 下属物种
本属包括以下物种：
- Spermosyllis capensis Day, 1953
- Spermosyllis confusa Hartmann-Schröder, 1960